# 宇宙警察☆ミーティアわんわん
『宇宙警察☆ミーティアわんわん』（うちゅうけいさつミーティアわんわん）は、古賀亮一による日本のギャグ漫画。『コミック電撃だいおうじ』（KADOKAWA）にてVol.1（2013年9月発売・創刊号）からVol.70（2019年6月発売）まで連載された。

## 概要
宇宙人の来訪が日常となった近未来の地球を舞台に、宇宙警察のミーティア一行の活躍と暴走を描く。

## 主な登場人物
ミーティア
本作の主人公。銀河系惑星連邦宇宙警察に所属する犬型宇宙人。階級は巡査。外見は犬耳と尻尾を除けば地球人の少女と変わらない。
宇宙指名手配犯108号が地球に逃げ込んだという情報が入ったため、逮捕するため地球に派遣されてきた。本部が手違いでミーティアたちの家や交番をアメリカに作ってしまったため、後述のおまわりさんたちが勤務する交番に居候している。
光線銃の扱いが絶望的に下手で、あまりにも外しすぎたために銃のライセンスを取り上げられたこともある。
プロキオン
ミーティアの相棒である宇宙警察犬。外見はサングラスと頭のパトランプを除けば可愛い子犬そのものだが、中身は意味不明な言動及び女性へのセクハラを繰り返す暴走キャラ。
そのままでは戦闘能力がないため、普段は本部から支給されているパワードスーツを着用している。基本は身長2mほどのマッチョな警官のスーツだが、どのようなシチュエーションで使うのかも不明の奇怪なデザインのスーツも多数用意されている。
かぐや
宇宙警察官。階級は巡査。ミーティア同様犬型宇宙人だが、容姿はほぼ地球人と変わらない。
人員強化のため地球に派遣されてきた。曰く、以前から2人の勤務状況を見て「このテキトーさなら私にむいてる」と思っていたところ、ちょうど選ばれたらしい。
普段はクールだが悪戯好きな面もあり、プロキオンをひどい目に合わせることも多い。光線銃の扱いはミーティアより上手く、仕事もそれなりに優秀である。
おまわりさん
ミーティア一行が居候している交番に勤務する警察官。二人いるが階級やどちらが上司（部下）かは不明。
何故か2人とも全く同じ顔をしており、怒ったり困ったりしていても常に笑顔である（一応、白目を剥いたり冷や汗をかくなどの変化はある）。彼らに限らず、ステラの話で登場した他の署の警官も何故か全く同じ顔をしていた。
常識人でツッコミ役だが、一行の暴走がひどすぎるため抑止力にはなっていない。
レオーネ
女優を目指して地球を訪れた宇宙人。種族は不明。
素顔は美少女だが、仕事がもらえなかったため悪魔のようなコスプレをしてヒーロー番組「黄色戦隊イエロージャー」のオーディションを受けたところ合格し、以後は「デス山キル太郎」を名乗っていた。
だが履歴書には素顔を載せていたために他の出演者にはバレており、後にイエロージャーの6人目の戦士「たんぽぽシックス」として素顔で出演させてもらえるようになった。
ステラ
怪盗業を営む猫型宇宙人。容姿は猫耳と尻尾を生やしたグラマーな女性。プレアデス泥棒女学園出身。怪盗だけあって変装の腕は優れているが、変装対象やシチュエーションがズレているためすぐに見破られることも多い。
仕事の際には格好いいからという理由で予告状を出しているが、それが災いして成功率は極めて低い。父のアステールも怪盗で、彼女は2代目（現在は引退し、真っ当に建設会社を経営している）。父も同様に予告状を出して失敗を繰り返し、盗み損ねたものは数千点にも及ぶとされ悪い意味で名を知られている。
宇宙指名手配犯108号
ミーティアらが追っている指名手配犯。容姿・種族・罪状などの情報は一切把握できていないが、「あらゆる宇宙犯罪の裏には108号あり」と称されるほどの凶悪犯罪者。
翔太郎
地球を訪れたタコ型宇宙人。頭には先端に星がついた触覚が生えている。
第1話にてスーパーでリンゴをタダ食いしていたところを108号と間違えたミーティアらに逮捕される。その後は改心してスーパーで真面目に働いているが、登場するたびにしょうもない理由でミーティアらに銃撃されている。
同じタコ型宇宙人の桜子という彼女がいる。

## 書誌情報
- 『宇宙警察☆ミーティアわんわん』 メディアワークス〈電撃コミックスEX〉、全4巻
  1. 2015年1月27日、ISBN 978-4-04-869136-9
  2. 2016年10月27日、ISBN 978-4-04-892371-2
  3. 2018年9月27日、ISBN 978-4-04-912057-8
  4. 2019年8月26日、ISBN 978-4-04-912704-1